# Franciscus Van den Enden
Franciscus Van den Enden (anche con la grafia van den Enden; Anversa, 4 o 5 febbraio 1602 – Parigi, 27 novembre 1674) è stato un gesuita, medico, poeta, mercante d'arte, insegnante, filosofo e cospiratore fiammingo.

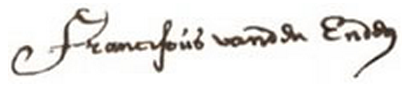
La firma di Franciscus Van den Enden.

Dopo aver ricevuto un'educazione religiosa ed essere entrato nella Compagnia di Gesù, ne fu allontanato poco più che trentenne per ragioni non del tutto chiare; cominciò quindi a lavorare come mercante d'arte prima ad Anversa, quindi ad Amsterdam. In seguito a difficoltà finanziarie chiuse il suo negozio di libri e manufatti artistici per aprire, sempre ad Amsterdam, una scuola di latino, la quale ebbe un grande successo; vi studiò, tra gli altri, Baruch Spinoza, l'influenza di Van den Enden sul quale fu probabilmente significativa (benché la questione sia oggetto di dibattiti tra gli studiosi).
Van den Enden, fine intellettuale e pensatore politico, espresse in alcune delle sue opere posizioni innovative e radicali, propugnando un ideale democratico e repubblicano molto moderno che, anche per il rifiuto che implicava nei confronti delle ingerenze del potere religioso nella sfera politica, ha contribuito a far sì che la figura di Van den Enden sia annoverata tra i precursori dell'Illuminismo.
Verso la fine della sua vita Van den Enden, trasferitosi a Parigi, fu coinvolto in un complotto per eliminare Luigi XIV di Francia, al quale aderì in parte per via dei suoi sentimenti anti-assolutistici, in parte per difendere la Repubblica delle Sette Province Unite dalla politica espansionistica del sovrano francese. La congiura venne però scoperta e Van den Enden fu impiccato all'età di 72 anni.

## Biografia e pensiero

### Infanzia, educazione e studi religiosi
Franciscus Van den Enden nacque ad Anversa probabilmente il 4 o il 5 febbraio 1602, come si deduce dal fatto che il suo nome fu registrato presso la chiesa di San Giacomo (Sint-Jacobskerk) il 6 febbraio di quell'anno. I suoi genitori, Johannes Van den Enden e Barbara Janssens, appartenevano alla classe lavoratrice, e svolgevano l'attività di tessitori. Franciscus aveva un fratello, Johannes, di cinque anni più grande; un altro fratello, Martinus, sarebbe nato nel 1605.

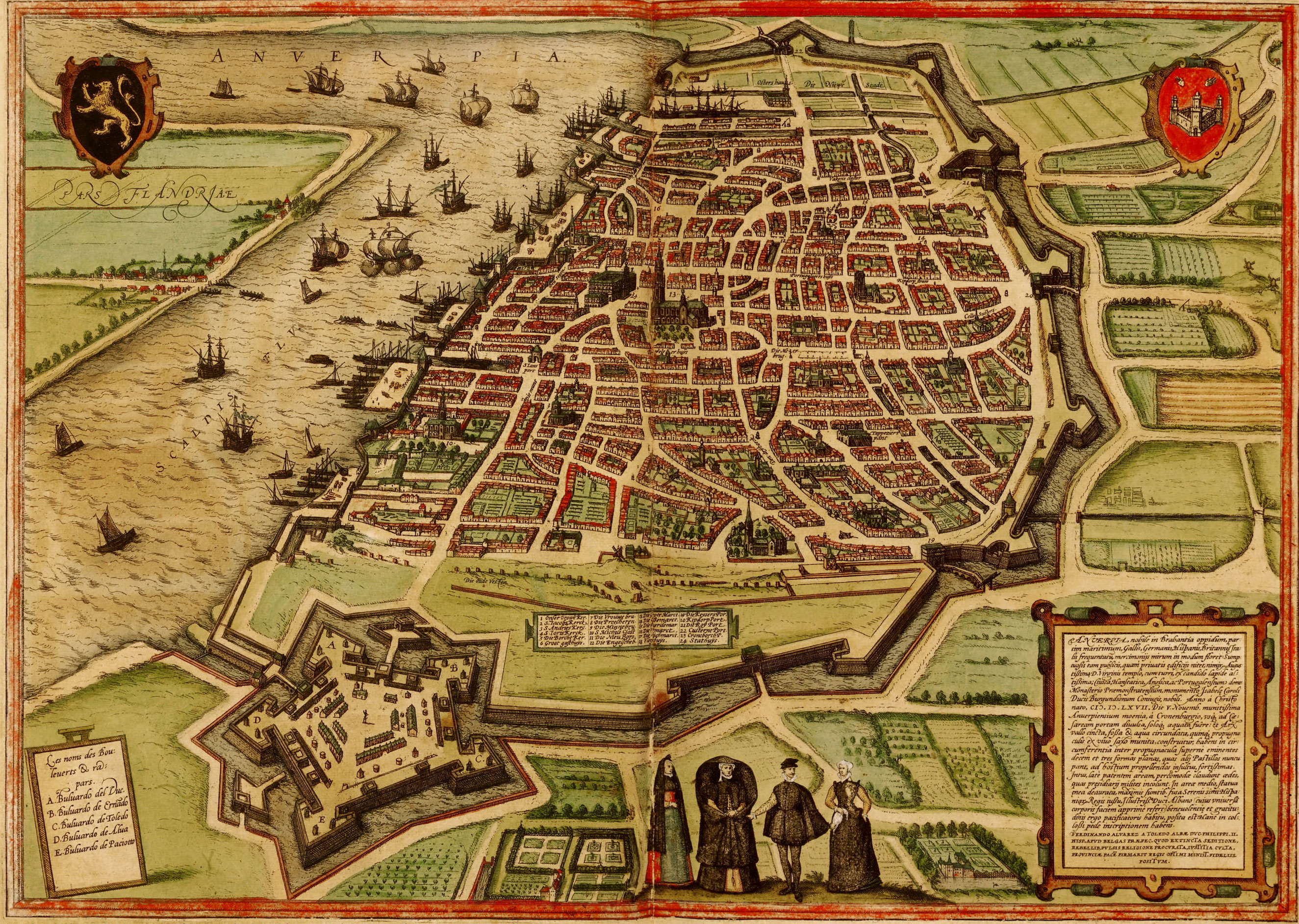
Una mappa di Anversa nel 1572. È riconoscibile, al centro della città, la chiesa di San Giacomo; alle sue spalle si trovava il quartiere dove Van den Enden nacque e trascorse la sua giovinezza.

Dopo un'educazione primaria di cui non si conoscono i dettagli, nel 1613 Franciscus venne iscritto a una scuola degli agostiniani. La sua formazione sarebbe stata completata, in seguito, presso i gesuiti. La prima parte della vita di Van den Enden si svolse nella città natale, Anversa, all'epoca parte dei Paesi Bassi Spagnoli. La città, conquistata dalla Spagna nel 1585, era ridotta all'inizio del Seicento a un'ombra del grande porto e centro commerciale che era stata nel secolo precedente, ormai superata in importanza da Amsterdam; ciononostante essa era il centro di una vivace attività culturale, determinata soprattutto dalla politica controriformista della Compagnia di Gesù, la quale affiancò alla sua tradizionale opera nel campo dell'educazione un'intensa azione di mecenatismo nei confronti degli artisti che, a loro volta, contribuivano alla Controriforma aderendo alla poetica del barocco. La scuola gesuita era incentrata sull'insegnamento delle lingue classiche e sulla teologia cattolica controriformista. Per l'esercizio della retorica, gli studenti prendevano parte come attori ad alcune rappresentazioni teatrali, a loro volta spesso modellate sulla dottrina controriformista. Benché i programmi dell'istituto frequentato da Van den Enden non includessero materie scientifiche, egli forse entrò in contatto con alcuni membri della scuola gesuita di matematica di Anversa, intorno alla quale all'epoca orbitavano diverse personalità di rilievo.
Alla conclusione del ciclo di studi, Franciscus decise di intraprendere la carriera ecclesiastica, seguendo in questo le orme del fratello maggiore, che aveva terminato di frequentare la stessa scuola dei gesuiti due anni prima di lui (si trattava, del resto, della naturale prosecuzione del percorso educativo già avviato, dal momento che all'epoca era frequente che coloro che frequentavano gli istituti scolastici dei gesuiti scegliessero in seguito di prendere gli ordini). Nel 1619 quindi egli iniziò il suo noviziato presso la Compagnia di Gesù a Mechelen. Passò un anno a Lovanio dove studiò la filosofia, e al suo ritorno ad Anversa ricevette il suo diploma magistrale in grammatica; tra il 1625 e il 1629 insegnò a livelli via via più alti a Mechelen, Oudenaarde, Aalst, Winoxberge (vicino a Dunkerque) e Kassel, secondo la prassi tipica della formazione di un gesuita. Nel 1629 tornò a Lovanio per studiare teologia, e ricevette gli ordini il 15 maggio 1633.
Poco più tardi, tuttavia, per ragioni sconosciute, Van den Enden venne estromesso dall'ordine gesuita. Un militare francese che egli avrebbe conosciuto anni dopo, Du Cause de Nazelle, avrebbe sostenuto che la vicenda fu legata a una tresca di Van den Enden con la moglie di un ufficiale, mentre altri hanno sostenuto che egli fu allontanato a causa delle sue idee eterodosse. Un'altra fonte fa risalire l'episodio della moglie del militare al 1621, sostenendo che Van den Enden sarebbe poi stato riammesso nell'ordine prima di esserne definitivamente espulso anni più tardi «a causa dei suoi errori».

### Prime pubblicazioni e ingresso nel mondo dell'arte
Il fatto che in seguito Van den Enden continuò a frequentare ambienti religiosi tende, comunque, a far escludere che egli a quest'epoca potesse coltivare posizioni eretiche. In particolare, nel 1637 una sua poesia in latino comparve nel libro dell'agostiniano Bartholomé de los Rios y Alarcon intitolato Phoenix Thenensis, nel quale erano raccolte le poesie di altri tre agostiniani, tra i quali il direttore della scuola agostiniana che Van den Enden aveva frequentato, Nicasius Baxius; il libro era ispirato dalla distruzione di Tienen nel 1635 ad opera delle truppe franco-olandesi. Nel 1641 un'altra sua lunga poesia fu inclusa nel libro Hierarchia Mariana dello stesso autore, a sua volta dedicato ai recenti avvenimenti della guerra degli ottant'anni, e in particolare alla presa di Kallo (presso Beveren) da parte delle truppe spagnole.

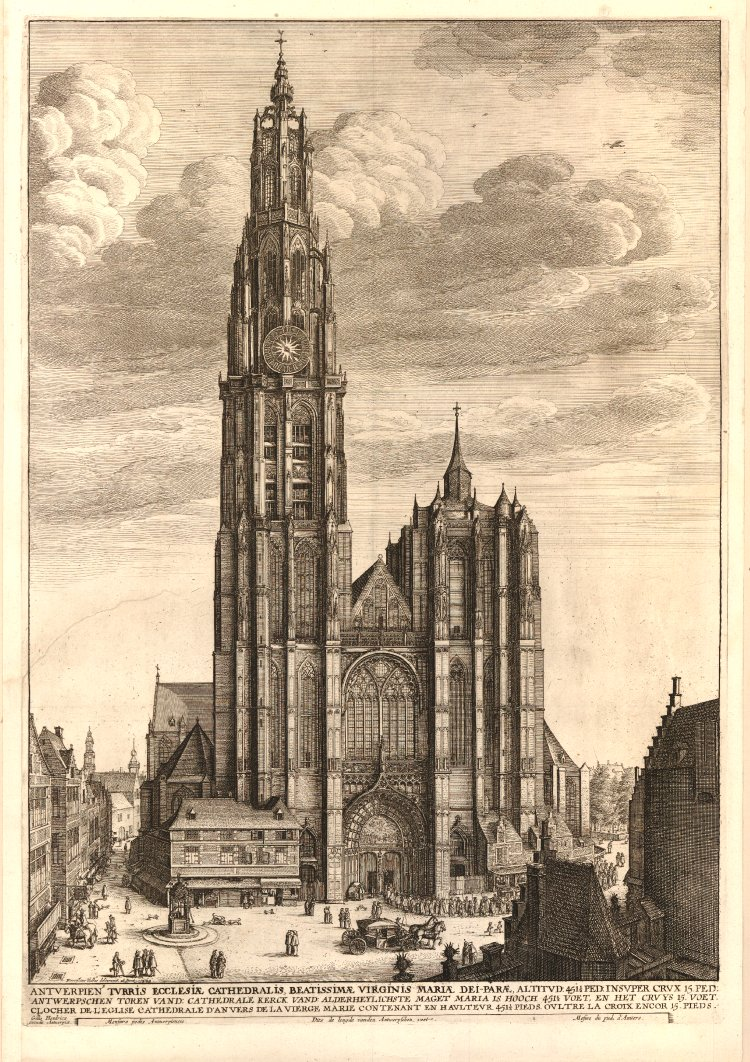
La cattedrale di Nostra Signora di Anversa in un'incisione di Wenceslaus Hollar del 1649. Fu in questa chiesa che Van den Enden si sposò nel 1640.

In seguito, Franciscus Van den Enden si avvicinò all'ambito professionale di suo fratello Martinus, che lavorava già da qualche anno come editore di stampe artistiche ad Anversa. Dopo aver fatto lui stesso il pittore per qualche tempo, costui era divenuto uno degli stampatori più rinomati della città, pubblicando ad esempio stampe dei lavori di Rubens e del suo allievo van Dyck. Franciscus cominciò a frequentare l'ambiente degli artisti che vivevano e lavoravano nella città, con i quali probabilmente aveva comunque già avuto contatti, poiché la Hierarchia Mariana era stata illustrata con stampe basate sulle opere del circolo di Rubens. Egli entrò quindi in affari in tale ambiente, insieme a suo fratello. Fu probabilmente tra gli artisti di Anversa, inoltre, che Franciscus incontrò Clara Maria Vermeeren, che sarebbe divenuta sua moglie: una giovane originaria di Danzica, proveniente da una famiglia benestante a sua volta legata al mondo dell'arte, ella stessa pittrice come il padre e il fratello.
Risulta che nel corso degli anni trenta Franciscus Van den Enden ottenne un titolo di dottore in medicina, ma non sono noti dettagli dei suoi studi né di una sua attività in questo campo.
Van den Enden e Clara Maria Vermeeren si sposarono ad Anversa, nella cattedrale di Nostra Signora (Onze-Lieve-Vrouwekathedraal), nel 1640; la loro prima figlia, di nome Clara Maria, fu battezzata nella chiesa di San Giacomo il 20 agosto 1641. Della seconda figlia, Margaretha Aldegondis, non sono noti né la data né il luogo di nascita. In questo periodo, intorno cioè al 1645, la famiglia si spostò ad Amsterdam. Le ragioni di questo trasferimento non sono note, ma ne sono stati ipotizzati diversi motivi possibili: la ricerca di un ambiente intellettualmente più libero, dove le idee eterodosse di Van den Enden (sia che si trattasse già di un rifiuto della fede cattolica, il che però è ritenuto improbabile alla luce dei suoi scritti e delle sue attività dell'epoca, sia che si trattasse, come si giudica più plausibile, di una forma di cattolicesimo influenzata dal giansenismo) avrebbero incontrato minore ostilità; un interesse per alcune delle novità della cultura del tempo, come gli sviluppi recenti dell'alchimia o la filosofia di Cartesio; più concretamente, una volontà di estendere alle Province Unite l'attività di mercante d'arte che Franciscus svolgeva in collaborazione con il fratello Martinus.

### Mercante d'arte e libraio ad Amsterdam
Amsterdam era all'epoca una delle più grandi metropoli e uno dei più importanti centri commerciali e culturali d'Europa; grazie alla tolleranza del governo delle Province Unite vi trovavano rifugio i rappresentanti di un gran numero di confessioni religiose (tra cui, oltre alla maggioranza calvinista, comunque divisa tra i rimostranti arminiani e i contro-rimostranti facenti capo a Franciscus Gomarus, si trovavano diversi gruppi protestanti, congregazioni di ebrei e gruppi cattolici, questi ultimi ignorati di fatto nonostante il divieto ufficiale di professare la religione cattolica).

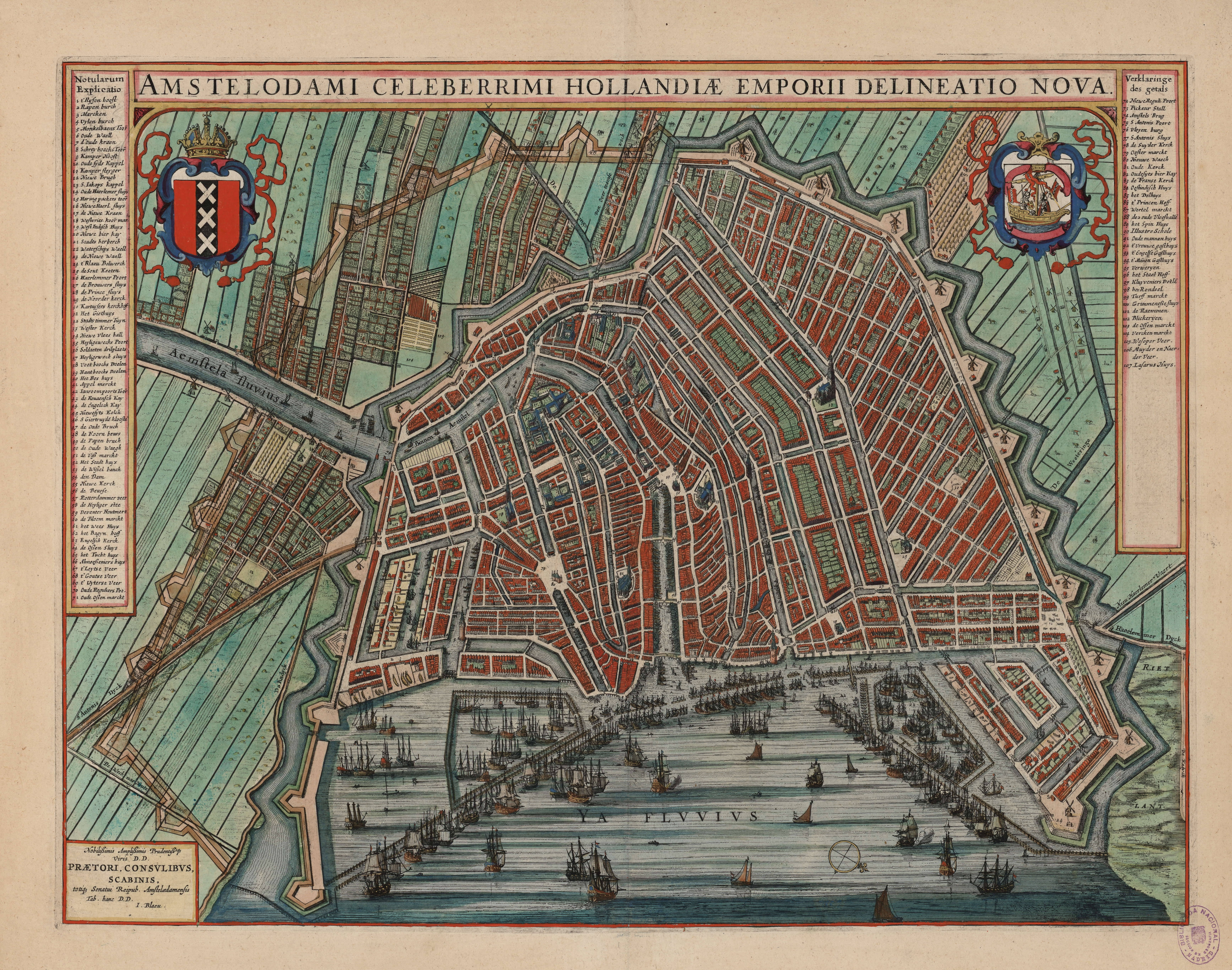
Una mappa di Amsterdam disegnata da Joan Blaeu nel 1649.

Fu sicuramente prima della fine degli anni quaranta che Van den Enden aprì il suo negozio d'arte, chiamato "Konstwinkel" ("bottega d'arte", appunto), nel quartiere del Nes. Egli vi abitava con la sua famiglia, che nel 1648 si allargò con la nascita delle due gemelle Anna e Adriana Clementina, battezzate nella chiesa cattolica della comunità semiclandestina di Nostra Signora dell'Immacolata Concezione (Onze Lieve Vrouw Onbevlekte Ontvangenis) il 27 ottobre di quell'anno. Insieme a loro visse per qualche tempo (prima della sua morte, avvenuta nel 1649) l'artista, già allievo di Rembrandt, Leendert Cornelisz van Beyeren.
Van den Enden entrò in contatto ad Amsterdam con numerosi artisti e mercanti d'arte, con i quali intrattenne rapporti economici. Tra di essi c'erano, ad esempio, il pittore Jan Lievens, che in precedenza aveva vissuto ad Anversa e probabilmente vi aveva conosciuto Martinus Van den Enden, Joan Spilberg, un pittore che pure si era trasferito da Anversa (dove aveva fatto parte del circolo di Rubens) ad Amsterdam, il mercante d'arte ed editore di stampe François van Beusecom, che delegò a Van den Enden la gestione dei dipinti che aveva ereditato dal pittore Hans van Londerseel, nonno di sua moglie. Il negozio vendeva vari tipi di oggetti d'arte, tra cui dipinti, stampe e riproduzioni di varie dimensioni, libri. Nel 1650 Van den Enden pubblicò anche un testo, il pamphlet di François Vranck Korte verthooninghe van het Recht by den Ridderschap, Edelen ende Steden van Hollandt ende West-vrieslant ("Breve esposizione dei diritti esercitati dai cavalieri, dai nobili e dalle città d'Olanda e di Frisia Occidentale"); l'opera, pubblicata per la prima volta nel 1587 per difendere l'indipendenza dell'Olanda e della Frisia Occidentale, venne ristampata in ben quattro edizioni nel 1650, visto il riattualizzarsi della questione legato alla deriva autoritaria dello Statolder Guglielmo II.
Il 4 aprile 1650 venne battezzato il primo figlio maschio di Van den Enden, Jacobus, che tuttavia quasi sicuramente (come anche Anna) morì nel giro di pochi anni. Il 12 marzo 1651 nacque un'altra figlia, Maria Anna.
Sembra, già da documenti dei primi anni cinquanta, che gli affari non andassero molto bene per la bottega di Van den Enden, forse anche per via delle difficoltà finanziarie in cui si era trovato Martinus, con cui pare che Franciscus continuasse a collaborare. A metà del 1652 l'attività di quest'ultimo era prossima alla bancarotta; la situazione doveva essere stata aggravata dall'acquisto, effettuato da Franciscus il 29 gennaio 1652, della cittadinanza di Amserdam: si trattava di una pratica piuttosto costosa nella quale tuttavia Van den Enden decise di investire, probabilmente nella speranza di averne un tornaconto a livello professionale (forse per poter entrare nella corporazione dei librai o, piuttosto, coltivando già l'obiettivo che avrebbe realizzato in seguito di aprire una scuola di latino). Nel luglio dello stesso anno i funzionari competenti fecero un inventario del materiale presente nel negozio di Van den Enden (negozio che era in affitto e non gli apparteneva) e in settembre la sua attività fu dichiarata in bancarotta; egli comunque riuscì ad accordarsi con i suoi creditori in modo da avere tempo (gli furono concessi sette anni) per saldare i suoi debiti; quindi, trovandosi in una situazione comunque non disastrosa, egli scelse di tornare all'insegnamento, e nel giro di poco tempo aprì una scuola sul Singel.

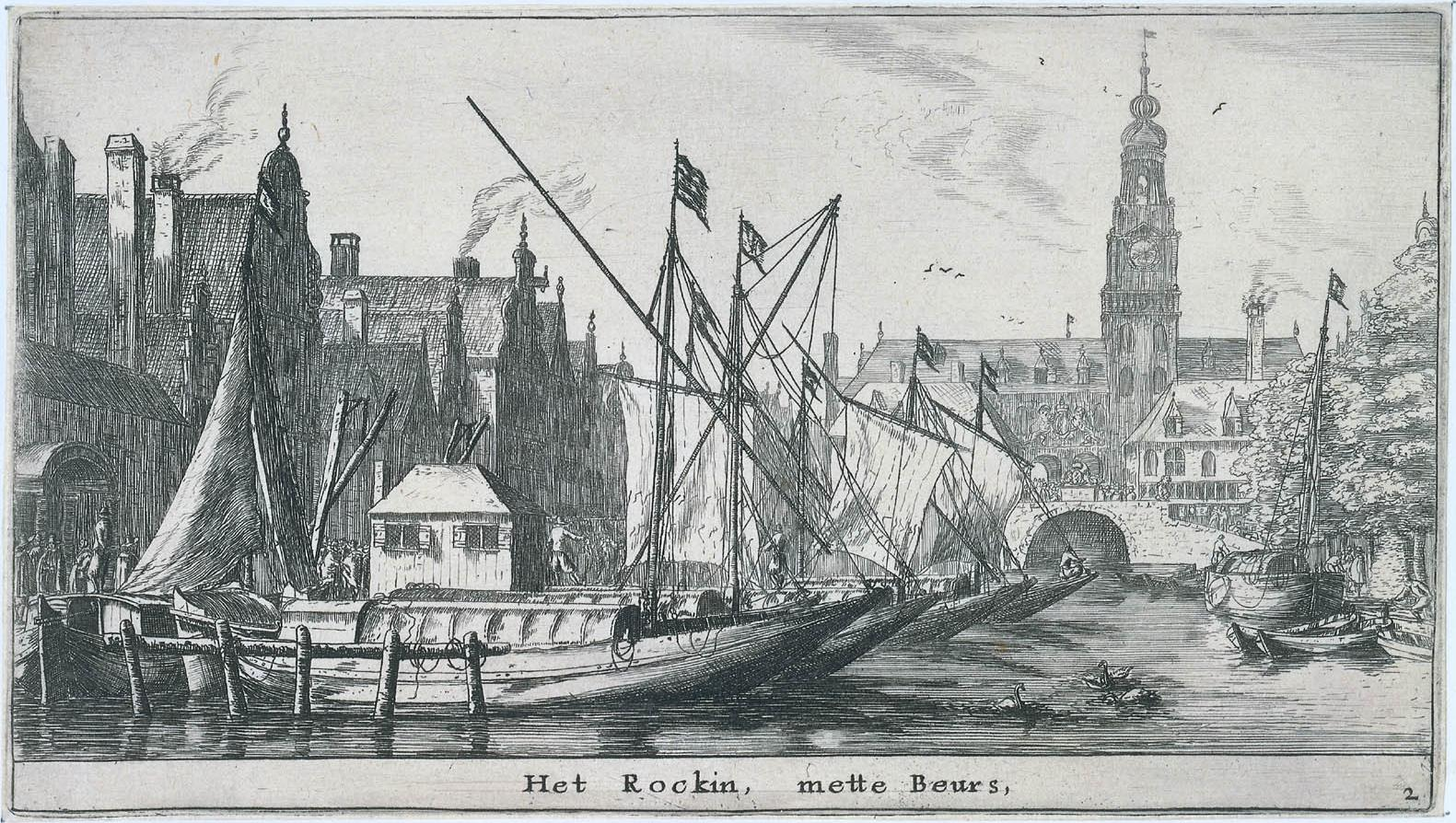
Una veduta di Amsterdam negli anni 1650.

### La scuola di latino
La scuola di latino diretta da Franciscus Van den Enden aprì all'inizio degli anni cinquanta (sicuramente prima del 1654), forse anche grazie al supporto finanziario dell'influente famiglia Vlooswijck, che in passato era già intervenuta con il suo mecenatismo in favore del poeta e drammaturgo Joost van den Vondel; si sa comunque per certo che nel 1654 una rappresentazione teatrale dei primi due libri dell'Eneide fu messa in scena dagli alunni di Van den Enden, sotto la sua direzione, in occasione del matrimonio di Cornelia van Vlooswijck, figlia del Burgemeester della città Cornelis van Vlooswijck, e che in seguito uno o forse due dei figli di costui avrebbero frequentato la scuola di Van den Enden.
Nella scuola si insegnavano ai rampolli delle famiglie agiate il latino e le basi della cultura umanistica, nell'ottica di prepararli per frequentare un'università. La messa in scena di rappresentazioni teatrali in latino era una consuetudine adottata da Van den Enden (ma comunque diffusa, all'epoca, in Olanda) per fini pedagogici: gli studenti recitavano, spesso presso il teatro comunale di Amsterdam, sia testi classici (tra cui l'Andria e l'Eunuco di Terenzio e le Troiane di Seneca) che lavori recenti (tra cui per esempio il Philedonius scritto da Van den Enden stesso e pubblicato ad Amsterdam nel 1657 dallo stesso editore di molti testi di Vondel, Kornelis de Bruin).
La scuola di Van den Enden fu frequentata, tra gli altri, da Romeyn de Hooghe, Dirk Kerckrinck e Baruch Spinoza.

#### Van den Enden e Spinoza
Baruch Spinoza, nato e cresciuto nella comunità ebraica di Amsterdam, cominciò a frequentare la scuola di Van den Enden in un momento imprecisato: di certo non più tardi del 1657, ma forse già nel 1654, prima di subire nel 1656 la scomunica (cherem) da parte della sua congregazione religiosa. Rivolgendosi a Van den Enden, Spinoza cercava senza dubbio un professore di latino, dal momento che conoscere questa lingua gli era necessario per potersi avvicinare a quegli elementi di cultura laici e moderni che la sua educazione, svolta presso le strutture della comunità ebraica, gli aveva fino ad allora fatto mancare; ma cercava anche un insegnante con la capacità e la volontà di metterlo in contatto con tali componenti laiche del sapere scientifico e filosofico – capacità e volontà che i rabbini con cui aveva studiato in precedenza, pure ferrati in latino, non avevano.

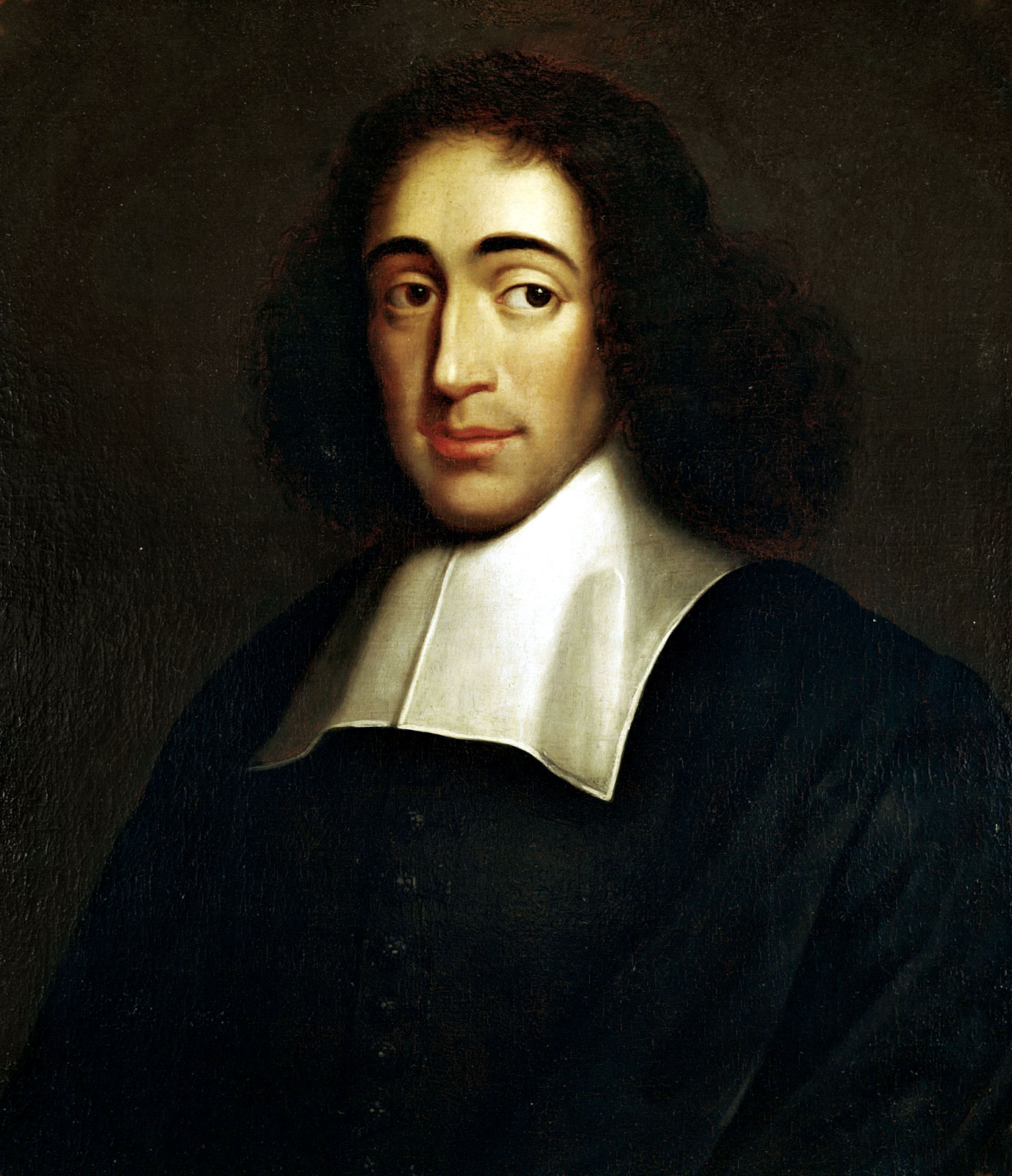
Baruch Spinoza intorno al 1665.

L'importanza rivestita da Van den Enden nella formazione di Spinoza ha fatto molto discutere gli studiosi sull'effettiva incidenza del suo insegnamento e delle sue idee sul giovane ebreo. Si ritiene probabile che Spinoza, prima di incontrare Van den Enden, avesse già almeno abbozzato la sua posizione contro le religioni istituzionalizzate e avesse già concepito alcune idee originali in argomento di metafisica. È anzi verosimile che proprio l'interesse di Spinoza per questi ambiti abbia portato alcuni suoi amici, frequentatori di circoli di pensatori liberali come ad Amsterdam non ne mancavano, ad averlo messo in contatto con Van den Enden, che condivideva il loro orientamento politico e religioso. Si ritiene pertanto che l'influenza di Van den Enden su Spinoza non vada esagerata. D'altra parte Spinoza, che aveva ricevuto un'educazione centrata sulla Torah, ebbe sicuramente molto da imparare da Van den Enden anche al di là della lingua latina in senso stretto; ricevette anzi da lui delle buone basi quanto alle arti, alle scienze e alla filosofia. Non esistono comunque prove positive del fatto che Van den Enden mettesse i suoi studenti di fronte alle opere più recenti e rivoluzionarie dell'epoca né che (almeno negli anni cinquanta) le conoscesse in dettaglio egli stesso, benché sia stato sostenuto da fonti diverse che egli padroneggiasse e diffondesse le idee di pensatori come Machiavelli, Copernico, Tommaso Moro, Tycho Brahe, Giordano Bruno, Francesco Bacone, Galileo Galilei, Keplero, Harvey, Grozio, Hobbes, Gassendi, Cartesio, Huygens. Nel complesso, è probabile che i contenuti delle lezioni di Van den Enden non fossero straordinariamente moderni né in sé rivoluzionari. Van den Enden conosceva invece senz'altro molto bene la letteratura (epica, tragedia, commedia, storia) antica, e trasmetteva efficacemente questa conoscenza ai suoi allievi, come è confermato anche dall'abbondanza di citazioni da autori latini nei testi di Spinoza; quanto alla filosofia antica, era probabilmente in grado di impartire lezioni di base sui suoi principali esponenti (almeno Platone, Aristotele e gli stoici).
Una tradizione di attendibilità discussa sostiene che Spinoza si innamorò di Clara Maria, la primogenita di Van den Enden; ella comunque sposò Kerckrinck nel 1671.

### La chiusura della scuola e gli scritti politici
La fine degli anni cinquanta fu il periodo di massima attività della scuola di Van den Enden e di massimo successo delle rappresentazioni teatrali dei suoi studenti. Presto tuttavia egli non sarebbe più stato in grado di mettere in scena gli spettacoli presso il teatro comunale di Amsterdam, intanto che l'idea di usare dei ragazzi come attori veniva fatta oggetto di critiche da parte delle autorità protestanti della città.
Il 14 novembre 1654 era stata battezzata col nome di Maria un'altra neonata figlia di Franciscus e Clara Maria, la quale tuttavia morì di lì a poco. Nel maggio del 1657 morì anche Clara Maria, la moglie di Van den Enden. Questo lutto fu probabilmente un duro colpo per la famiglia e forse accelerò il processo che avrebbe portato alla chiusura della scuola.
Nel corso degli anni sessanta si diffuse la voce che Van den Enden fosse ateo, sostanzialmente confermata da due brevi testi che pubblicò, anonimi, in questo periodo: Kort Verhael van Nieuw Nederland ("Breve resocoto sui nuovi Paesi Bassi"), del 1662, e Vrye Politijke Stellingen ("Libere proposte politiche"), del 1665. In questi testi, in effetti, Van den Enden esponeva le convinzioni filosofico-politiche che aveva gradualmente maturato, influenzato anche dagli studi che aveva portato avanti tra gli anni cinquanta e sessanta (nel trattato del 1665 compaiono, ad esempio, riferimenti diretti a Machiavelli e Grozio). Van den Enden affermava energicamente i principi di uguaglianza e di partecipazione collettiva alla vita politica, ritenendo che solo su di essi avrebbe potuto basarsi uno Stato stabile perché equo; era fautore di un ideale democratico radicale che sviluppò, nei suoi fondamenti e nelle sue implicazioni verosimili, tratteggiando nel Kort Verhael una proposta di costituzione per le colonie olandesi dell'America settentrionale, dove insisteva sulla libertà di pensiero, di parola e di culto, e sulla fondamentale separazione della sfera religiosa da quella politica. Giungeva a sostenere l'opportunità di estromettere dalle comunità desiderose di restare libere i predicatori, la cui influenza sulle opinioni considerava assolutamente deleteria. Affermava il principio dell'elettività delle cariche pubbliche e della votazione a maggioranza, con un suffragio basato sul criterio dell'istruzione ma tale da non fare alcuna distinzione tra uomini e donne. L'ostilità di Van den Enden rispetto alle ingerenze del potere religioso nella vita politica (del tutto analoga a quelle di Spinoza, anche se resta difficile stabilire con sicurezza relazioni di influenza) contribuì probabilmente a far nascere intorno a lui la fama di ateo; De Nazelle sosteneva che a Van den Enden si potesse attribuire, al massimo, un blando deismo, mentre uno dei primi biografi di Spinoza, Colerus, affermava senza esitazione che Van den Enden era responsabile della corruzione dei suoi studenti e della loro deviazione verso l'ateismo.
Le sue originali e radicali posizioni filosofiche e politiche hanno portato diversi storici a considerare Van den Enden come l'esponente di un precoce Illuminismo.

### Van den Enden in Francia
Nel 1670-1671 Van den Enden si trasferì nel Regno di Francia. È stato ipotizzato che dovesse ricoprirvi il ruolo di consigliere e medico personale del re Luigi XIV. Comunque, a Parigi fondò una nuova scuola di latino, chiamata "Hôtel des Muses"; essa, grazie anche alla collaborazione di Catharina Medaens (con cui Van den Enden si era risposato nel 1672) divenne un importante centro di attrazione per gli intellettuali parigini dell'epoca, frequentato forse anche da Leibniz.

Riproduzione in formato SVG di un piccolo schizzo raffigurante Van den Enden e gli altri cospiratori coinvolti nel complotto contro Luigi XIV di Francia in procinto di essere impiccati, di fronte alla Bastiglia, nel 1674. Si tratta dell'unica immagine di Van den Enden ad essere sopravvissuta.

Nel 1674 però, ormai settantaduenne, Van den Enden fu coinvolto in un complotto volto a deporre Luigi XIV e a sostituire la monarchia con un governo repubblicano. Un progetto del genere era senz'altro pienamente in sintonia con le idee democratiche, anche radicali, che egli aveva coltivato per lungo tempo ed espresso nei suoi scritti; è probabile che però la sua decisione di intervenire attivamente e in modo diretto sia stata favorita dal fatto che, nel 1672, Luigi XIV aveva intrapreso un'invasione delle Province Unite che rappresentava, per Van den Enden, una grave minaccia da parte di un'esecrabile monarchia assoluta alla libertà di una repubblica, come gli Stati d'Olanda, che ai suoi occhi si avvicinava abbastanza (pur senza raggiungerlo compiutamente) a un ideale di libertà e virtù.
Stando a quanto riferì Du Cause de Nazelle, che abitò per qualche tempo presso la famiglia Van den Enden a Parigi, il piano venne architettato a casa di Van den Enden stesso; alla testa dei congiurati c'era Luis de Rohan, un cavaliere che aveva già servito la monarchia francese, e Gilles du Hamel de Latréaumont, militare francese in pensione e già allievo di Van den Enden ad Amsterdam. Se il coinvolgimento di Van den Enden era determinato dalla volontà di proteggere le Province Unite dalle ambizioni espansionistiche della Francia e di prevenire il ripetersi di circostanze analoghe con l'instaurazione di un regime repubblicano (secondo Van den Enden generalmente meno incline di un monarca assoluto a intraprendere campagne militari contrarie ai diritti umani), i due francesi erano spinti dall'insoddisfazione per la politica di Luigi XIV, sia per i suoi interventi militari all'estero, sia per le ripercussioni che essi avevano all'interno.
Il complotto venne sventato grazie a De Nazelle, che comunicò quello che sapeva al ministro francese della guerra. Poiché, nel periodo in cui la congiura venne scoperta, una piccola flotta olandese fu avvistata in prossimità delle coste del Regno di Francia, si disse che i cospiratori avevano il supporto delle Province Unite; queste comunque sostennero di non esserne al corrente e negarono ogni coinvolgimento.
Latréaumont fu ucciso mentre tentava di resistere all'arresto; Rohan venne decapitato, Van den Enden fu impiccato davanti alla Bastiglia il 27 novembre 1674.

## Opere
- (LA)  Almæ Dei Genitrici Archiviato il 23 settembre 2013 in Internet Archive. in Phoenix Thenensis, 1637.
- (LA)  Caloa Archiviato il 26 giugno 2021 in Internet Archive. in Hierarchia Mariana, 1641.
- (LA)  Philedonius, 1657.
- (NL)  Kort Verhael van Nieuw-Nederland Archiviato il 23 settembre 2013 in Internet Archive., 1662.
- (NL)  Vrye Politijke Stellingen, 1665.
- Sono sopravvissute tre lettere e altri brevi scritti non pubblicati, inclusi degli appunti politici sul complotto del 1674.